# Eugenio Autran
Eugenio Autran, cuyo nombre de nacimiento era Eugène John Benjamin Autran (Suiza, 8 de septiembre de 1855 - Buenos Aires, 22 de agosto de 1911) fue un botánico y docente universitario suizo radicado en Argentina. 

## Biografía
Eugenio Autrán nación en Suiza el 8 de septiembre de 1855. Vivió en Ginebra donde trabajó como curador del herbario Boissier de dicha ciudad, el cual estaba compuesto por las colecciones realizadas por Pierre Edmond Boissier, conservadas por su yerno William Barbey. En esta institución, Eugenio Autran llegó a ser director. A pesar de poseer este cargo, decidió radicarse en la Argentina a comienzos del siglo XX, donde tenía una perspectiva mejor para el estudio y la observación de la flora de dicho país.
Una vez en Argentina, fue nombrado en 1901 Ayudante de la Dirección de Ganadería del Ministerio de Agricultura, para pasar a ser en 1908 Inspector de Agronomía de la Dirección de Agricultura, puesto que conservó hasta su muerte. También se desempeñó como Botánico en el Instituto de Farmacología de la Facultad de Medicina de la Universidad de Buenos Aires. Allí, junto con Juan A. Domínguez organizó el herbario que allí se encuentra. 
A lo largo de su vida publicó varios trabajos científicos, todos relacionados con la botánica y la zoología aplicada. También participó en la organización de los manuscritos inéditos referidos a la correspondencia entre Aimé Bonpland y Alexander von Humboldt. Es también autor de la primera publicación sobre los parques nacionales de la Argentina, a los que vincula con los antecedentes de los casos de Estados Unidos y Australia, destacando el aspecto conservacionista de estas iniciativas, en especial para la protección de los bosques del sur.
Falleció el 22 de agosto de 1911 en la ciudad de Buenos Aires, dado su destacado rol dentro del ámbito universitario, fue velado en la misma sede de la Facultad de Medicina, donde dio un discurso de despedida Eduardo Ladislao Holmberg.